# 対向と背向

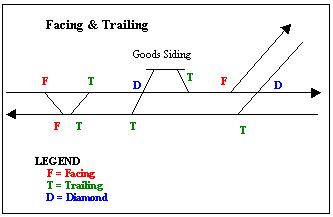
分岐器における対向と背向。この図は左側通行向けである。右側通行の場合、"F"と"T"が逆になる。

対向（たいこう、英: Facing）と背向（はいこう、英: trailing）とは、分岐器 (turnouts)（イギリスでは'points'）が分岐するか合流するかどうかに関して記述するために使用される用語である。列車が分岐器を対向で通過する時、それは2経路のいずれかに分岐する可能性がある。背向で通過する時、2経路が互いに合流する。

## 歴史
イギリスの鉄道史の初期には、信号の現示と連動装置が原始的であり、職員が未熟であった時、対向分岐器は高速で走行する列車を制限速度の低い分岐線や行き止まりに転線させることが可能なため危険であった。対向分岐器はそれゆえに不可欠な時を除いて禁止された。対向分岐器は単線や交換設備では避けられない。
現代では電気的に連動した信号装置の普及とともに、対向分岐器を禁止する規則は緩和されている。

## ダイヤモンドクロッシング

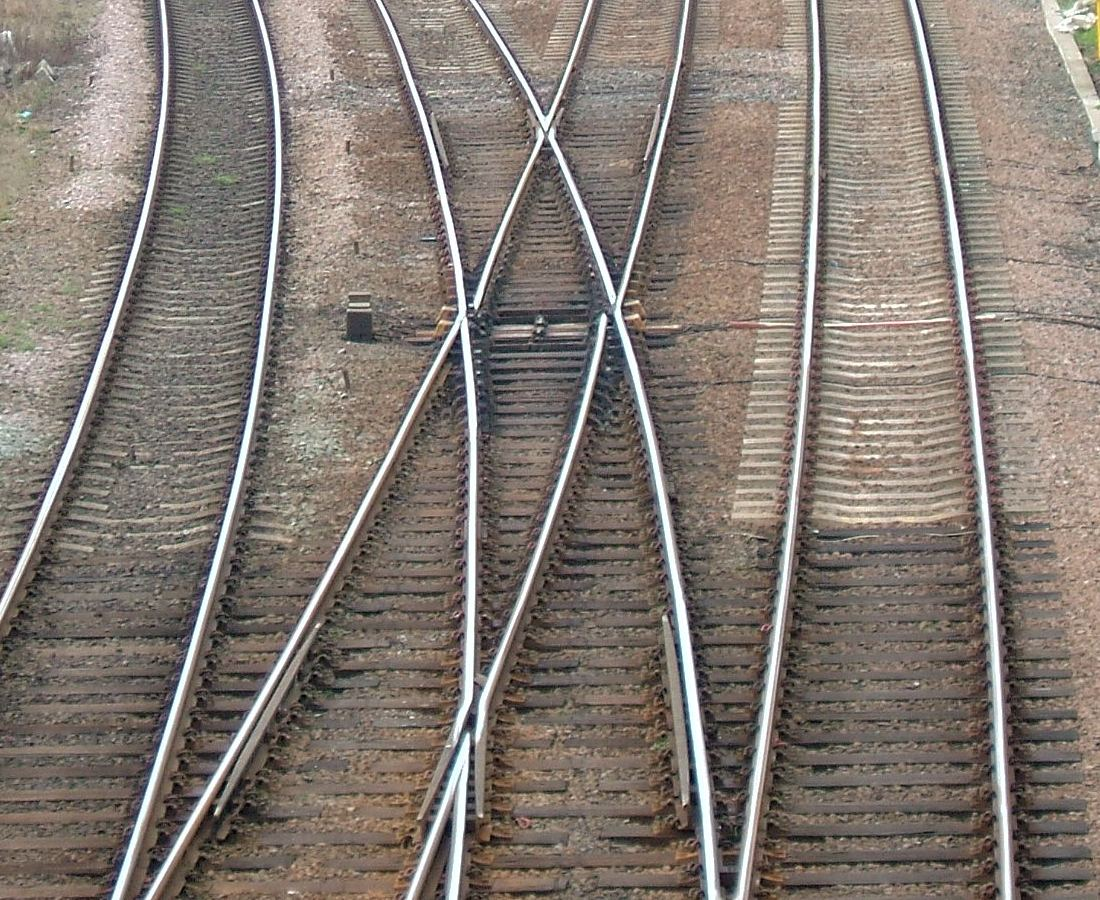
可動式ダイヤモンドクロッシング

固定式ダイヤモンドクロッシングは、どちら向きに対しても背向であるとみなされる。しかし極めて例外的な条件では、推進運転している列車が角度の小さなダイヤモンドクロッシングに差し掛かると脱線してしまうことがあった。
可動式ダイヤモンドクロッシングには2か所の鈍端分岐器があり、どちら向きに対しても対向分岐器であるとみなされる。

## 可動ノーズ
固定ノーズ式のクロッシングはどちら向きにも背向となっている。可動ノーズ式のクロッシングは実質的にどちら向きにも対向であり、正しく転換されている必要がある。

## 鈍端分岐器
鈍端分岐器は実質的にどちら向きにも対向であり、正しく転換されている必要がある。

## 二重分岐
二重分岐は様々な方法に構成でき、対向と背向の分岐器の数はそれぞれ異なる。